# ISATAP
ISATAP (Intra-Site Automatic Tunnel Addressing Protocol) je přechodovým mechanismem IPv6 vytvořeným pro přenos paketů IPv6 mezi uzly s duální implementací nad sítí IPv4.
Na rozdíl od 6over4 (starší, podobný protokol užívající multicast IPv4) používá ISATAP IPv4 jako datovou vrstvu NBMA (nonbroadcast multiple-access network, neboli síť, kde se přenáší data přímo mezi dvěma počítači, aniž by ostatní o této komunikaci věděli), takže infrastruktura podpůrné sítě IPv4 nemusí podporovat IP multicast.

## Jak ISATAP funguje
ISATAP vytváří adresu IPv6 pomocí adresy IPv4.

## Generovaní adresy
Každé zařízení vytvoří virtuální síťové rozhraní IPv6. Adresa je vytvořená pomocí spojení fe80:0000:0000:0000:0000:5efe: s 32 bity z původní adresy IPv4 vyjádřené v šestnáctkové soustavě.
Příklad: zařízení s IPv4 192.0.2.143 použije adresu IPv6 fe80:0000:0000:0000:0000:5efe:c000:028f, protože 192.0.2.143 je v šestnáctkové soustavě c000028f. Zkrácená forma adresy by byla fe80::5efe:c000:28f.

## Objevování sousedů
Protože ISATAP nepoužívá multicast IPv4, ICMPv6 nemůže být použito pro objevení sousedů. Díky tomuto je ISATAP trochu komplexnější než 6over4.
Jelikož chybějící multicast zabraňuje automatickému nalezení routeru, musejí být zařízení ISATAP konfigurována se seznamem potenciálních routerů (potential routers list (PRL)). Každý z těchto routerů je čas od času otestován posláním ICMPv6 Router Discovery Message pro ověření jeho funkčnosti a pro provedení autokonfigurace unicast-only (typicky pro zjištění prefixů IPv6, které mohou být použity).
Prakticky se PRL vytváří dotazováním DNS, neboli překládáním isatap.example.com pro případ, že lokální doménou je example.com. Lokální doména je většinou získána díky DHCP (přes IPv4), nebo staticky nastavená.

## Slabé stránky ISATAP
ISATAP typicky vytváří svůj PRL ve spolupráci s DNS, je to tudíž závislost protokolu nižší třídy na protokolu vyšší třídy, což je porušením zásad návrhu sítí. Mimoto jej považují někteří síťoví specialisté za málo robustní.
ISATAP nese stejná bezpečnostní rizika jako 6over4 - virtuální spojení IPv4 musí být na hranicích sítě pečlivě omezeno tak, aby vnější zařízení nemohla předstírat, že náležejí tomuto spojení. Tomu je obvykle zabráněno tak, že protokol IP 41 je filtrován (firewall).

## Implementace ISATAP
ISATAP je implementován ve Windows XP, Windows Vista, Windows 7, Windows Mobile, Linux, a v některých verzích Cisco IOS.